# Campeonato de Primera C 2016-17 (Argentina)
El Campeonato de Primera C 2016-17 fue la octogésima cuarta temporada de la categoría y la trigésima primera de esta división como cuarta categoría del fútbol argentino en el orden de los clubes directamente afiliados a la AFA. El comienzo estuvo en duda debido a los conflictos económicos entre la asociación y los clubes de las categorías de ascenso. Finalmente dio inicio el 26 de agosto de 2016, y finalizó el 29 de julio de 2017.
Los nuevos participantes fueron El Porvenir, ascendido de la Primera D 2016, y Deportivo Armenio, descendido de la Primera B 2016.
El campeón, Sacachispas Fútbol Club, obtuvo el primer ascenso a la Primera B, a la vez que el segundo correspondió al Club Atlético San Miguel, ganador del reducido. Por su parte, Argentino de Merlo descendió a la Primera D, por el sistema de promedios.

## Ascensos y descensos
| Posición | Descendido de la Primera C 2016 |
| -------- | ------------------------------- |
| 20.°     | Liniers                         |

| Posición | Ascendido de la Primera D 2016 |
| -------- | ------------------------------ |
| 1.°      | El Porvenir                    |

| Posición | Ascendido a la Primera B 2016-17 |
| -------- | -------------------------------- |
| 1.º      | Excursionistas                   |

| Prom | Descendido de la Primera B 2016 |
| ---- | ------------------------------- |
| 20.º | Deportivo Armenio               |

## Equipos participantes
| Equipo                   | Ciudad              | Estadio                         | Capacidad |
| ------------------------ | ------------------- | ------------------------------- | --------- |
| Argentino de Merlo       | Merlo               | Merlo                           | 11 000    |
| Argentino de Quilmes     | Quilmes             | Argentino de Quilmes            | 7000      |
| Berazategui              | Berazategui         | Norman Lee                      | 5500      |
| Cañuelas                 | Cañuelas            | Jose Alfredo Arín               | 2000      |
| Central Córdoba          | Rosario             | Gabino Sosa                     | 18 000    |
| Defensores de Cambaceres | Ensenada            | 12 de Octubre                   | 8500      |
| Defensores Unidos        | Zarate              | Gigante de Villa Fox            | 8000      |
| Deportivo Armenio        | Ingeniero Maschwitz | Armenia                         | 10 500    |
| Deportivo Laferrere      | Laferrere           | Ciudad de Laferrere             | 13 000    |
| Deportivo Merlo          | Parque San Martín   | José Manuel Moreno              | 10 000    |
| Dock Sud                 | Dock Sud            | De los Inmigrantes              | 8200      |
| El Porvenir              | Gerli               | Gildo Francisco Ghersinich      | 14 000    |
| Ferrocarril Midland      | Libertad            | Ciudad de Libertad              | 6000      |
| J. J. de Urquiza         | Loma Hermosa        | Ramón Roque Martín              | 2500      |
| Luján                    | Luján               | Municipal de la Ciudad de Luján | 4000      |
| Sacachispas              | Buenos Aires        | Beto Larrosa                    | 4000      |
| San Martín               | Burzaco             | Francisco Boga                  | 6500      |
| San Miguel               | Los Polvorines      | Malvinas Argentinas             | 9000      |
| Sportivo Barracas        | Buenos Aires        | No posee                        | -         |
| Sportivo Italiano        | Ciudad Evita        | República de Italia             | 7000      |

| 1. |

### Distribución geográfica de los equipos
| Región                                   | Cant. | Equipos |
| ---------------------------------------- | ----- | --- |
| Conurbano bonaerense                     | 12    | Argentino de Merlo, Argentino de Quilmes, Berazategui, Deportivo Laferrere, Deportivo Merlo, Dock Sud, El Porvenir, J. J. de Urquiza, Midland, San Martín (B), San Miguel y Sportivo Italiano |
| Interior de la provincia de Buenos Aires | 4     | Cañuelas, Defensores Unidos, Deportivo Armenio y Luján |
| Ciudad de Buenos Aires                   | 2     | Excursionistas y Sportivo Barracas |
| Gran La Plata                            | 1     | Defensores de Cambaceres |
| Ciudad de Rosario                        | 1     | Central Córdoba |

## Formato

### Ascenso
Los 20 participantes se enfrentan en dos ruedas por el sistema de todos contra todos. Ascenderá el campeón, mientras que del segundo al noveno clasificarán al torneo reducido.
En el reducido, los equipos se ordenarán de acuerdo a la posición obtenida por en el torneo. Se enfrentarán entre sí en instancia de cuartos de final a único partido siendo local el mejor ubicado. Los ganadores clasificarán a semifinales, donde se enfrentarán a doble partido ordenados de la misma manera y siendo local en el segundo partido el mejor ubicado en cada caso. Los ganadores disputarán la final, organizada de la misma manera y cuyo ganador obtendrá el segundo ascenso.

### Descensos
El equipo peor ubicado en la tabla de promedios descenderá a la Primera D.

### Clasificación a la Copa Argentina 2016-17
Los primeros cuatro de la tabla parcial de la primera rueda clasificaron a los treintaidosavos de final de la Copa Argentina 2016-17.

## Tabla de posiciones final
| Pos. | Equipo                   | Pts. | PJ | PG | PE | PP | GF | GC | Dif. |
| ---- | ------------------------ | ---- | -- | -- | -- | -- | -- | -- | ---- |
| 01.º | Sacachispas              | 78   | 38 | 24 | 6  | 8  | 72 | 35 | 37   |
| 02.º | Defensores Unidos        | 71   | 38 | 20 | 11 | 7  | 54 | 29 | 25   |
| 03.º | Cañuelas                 | 63   | 38 | 18 | 9  | 11 | 58 | 41 | 17   |
| 04.º | Sportivo Barracas        | 60   | 38 | 16 | 12 | 10 | 55 | 39 | 16   |
| 05.º | Argentino de Quilmes     | 58   | 38 | 16 | 10 | 12 | 42 | 43 | −1   |
| 06.º | San Miguel               | 57   | 38 | 14 | 15 | 9  | 41 | 31 | 10   |
| 07.º | Ferrocarril Midland      | 56   | 38 | 15 | 11 | 12 | 35 | 38 | −3   |
| 08.º | Deportivo Merlo          | 53   | 38 | 13 | 14 | 11 | 49 | 49 | 0    |
| 09.º | El Porvenir              | 52   | 38 | 12 | 16 | 10 | 42 | 41 | 1    |
| 10.º | Deportivo Armenio        | 51   | 38 | 12 | 15 | 11 | 33 | 25 | 8    |
| 11.º | Luján                    | 50   | 38 | 14 | 8  | 16 | 37 | 39 | −2   |
| 12.º | Sportivo Italiano        | 48   | 38 | 13 | 9  | 16 | 43 | 46 | −3   |
| 13.º | Defensores de Cambaceres | 48   | 38 | 13 | 9  | 16 | 44 | 52 | −8   |
| 14.º | Central Córdoba (R)      | 45   | 38 | 11 | 12 | 15 | 41 | 41 | 0    |
| 15.º | J. J. de Urquiza         | 44   | 38 | 12 | 8  | 18 | 34 | 47 | −13  |
| 16.º | San Martín (B)           | 39   | 38 | 7  | 18 | 13 | 34 | 45 | −11  |
| 17.º | Argentino de Merlo       | 39   | 38 | 9  | 12 | 17 | 27 | 44 | −17  |
| 18.º | Deportivo Laferrere      | 38   | 38 | 8  | 14 | 16 | 41 | 57 | −16  |
| 19.º | Dock Sud                 | 38   | 38 | 7  | 17 | 14 | 32 | 50 | −18  |
| 20.º | Berazategui              | 34   | 38 | 8  | 10 | 20 | 24 | 46 | −22  |

|  | Campeón. Ascendió a la Primera B.                       |
|  | Clasificaron al torneo reducido por el segundo ascenso. |

|  |

### Evolución de las posiciones

#### Primera rueda
| Equipo / Fecha       |      |      |      |      |      |      |      |      |      |      |      |      |      |      |      |      |      |      |      |
| Equipo / Fecha       | 01   | 02   | 03   | 04   | 05   | 06   | 07   | 08   | 09   | 10   | 11   | 12   | 13   | 14   | 15   | 16   | 17   | 18   | 19   |
| -------------------- | ---- | ---- | ---- | ---- | ---- | ---- | ---- | ---- | ---- | ---- | ---- | ---- | ---- | ---- | ---- | ---- | ---- | ---- | ---- |
| Argentino de Merlo   | 06.º | 11.º | 18.º | 19.º | 20.º | 20.º | 20.º | 20.º | 20.º | 20.º | 19.º | 20.º | 19.º | 20.º | 20.º | 20.º | 20.º | 17.º | 19.º |
| Argentino de Quilmes | 06.º | 04.º | 05.º | 11.º | 06.º | 06.º | 03.º | 02.º | 02.º | 03.º | 03.º | 02.º | 03.º | 04.º | 03.º | 06.º | 06.º | 07.º | 08.º |
| Berazategui          | 06.º | 16.º | 20.º | 20.º | 18.º | 18.º | 18.º | 18.º | 18.º | 17.º | 12.º | 14.º | 13.º | 18.º | 18.º | 18.º | 19.º | 19.º | 16.º |
| Cañuelas             | 14.º | 16.º | 09.º | 13.º | 08.º | 08.º | 06.º | 08.º | 06.º | 07.º | 06.º | 04.º | 04.º | 03.º | 05.º | 04.º | 05.º | 05.º | 04.º |
| Central Córdoba (R)  | 14.º | 08.º | 02.º | 04.º | 03.º | 03.º | 07.º | 06.º | 09.º | 12.º | 13.º | 15.º | 14.º | 15.º | 11.º | 14.º | 14.º | 14.º | 15.º |
| Defensores Unidos    | 06.º | 04.º | 06.º | 10.º | 05.º | 05.º | 02.º | 04.º | 07.º | 05.º | 04.º | 03.º | 02.º | 02.º | 02.º | 03.º | 04.º | 02.º | 03.º |
| Def. de Cambaceres   | 04.º | 14.º | 10.º | 05.º | 11.º | 11.º | 14.º | 16.º | 14.º | 15.º | 17.º | 12.º | 15.º | 11.º | 13.º | 13.º | 12.º | 12.º | 12.º |
| Deportivo Armenio    | 18.º | 09.º | 14.º | 08.º | 10.º | 10.º | 08.º | 07.º | 05.º | 06.º | 05.º | 06.º | 06.º | 08.º | 08.º | 10.º | 11.º | 10.º | 07.º |
| Deportivo Laferrere  | 19.º | 18.º | 17.º | 09.º | 13.º | 13.º | 16.º | 12.º | 15.º | 18.º | 18.º | 18.º | 17.º | 14.º | 15.º | 15.º | 15.º | 15.º | 14.º |
| Deportivo Merlo      | 01.º | 02.º | 11.º | 16.º | 15.º | 15.º | 17.º | 17.º | 17.º | 15.º | 16.º | 17.º | 18.º | 16.º | 16.º | 12.º | 13.º | 13.º | 13.º |
| Dock Sud             | 06.º | 18.º | 16.º | 18.º | 19.º | 19.º | 19.º | 19.º | 19.º | 19.º | 20.º | 19.º | 20.º | 19.º | 19.º | 19.º | 17.º | 18.º | 20.º |
| El Porvenir          | 03.º | 04.º | 01.º | 01.º | 01.º | 01.º | 05.º | 05.º | 04.º | 04.º | 08.º | 10.º | 09.º | 09.º | 09.º | 08.º | 09.º | 11.º | 10.º |
| Ferrocarril Midland  | 14.º | 04.º | 11.º | 06.º | 07.º | 07.º | 04.º | 02.º | 02.º | 02.º | 02.º | 05.º | 05.º | 05.º | 07.º | 07.º | 07.º | 06.º | 06.º |
| J. J. de Urquiza     | 19.º | 20.º | 19.º | 15.º | 14.º | 14.º | 15.º | 10.º | 13.º | 10.º | 11.º | 13.º | 12.º | 17.º | 17.º | 17.º | 18.º | 20.º | 17.º |
| Luján                | 01.º | 01.º | 03.º | 02.º | 04.º | 04.º | 09.º | 09.º | 11.º | 09.º | 07.º | 09.º | 10.º | 10.º | 10.º | 09.º | 08.º | 08.º | 11.º |
| Sacachispas          | 04.º | 13.º | 08.º | 03.º | 02.º | 02.º | 01.º | 01.º | 01.º | 01.º | 01.º | 01.º | 01.º | 01.º | 01.º | 01.º | 01.º | 01.º | 01.º |
| San Martín (B)       | 14.º | 12.º | 07.º | 07.º | 09.º | 09.º | 11.º | 15.º | 16.º | 13.º | 14.º | 11.º | 11.º | 13.º | 14.º | 16.º | 16.º | 16.º | 18.º |
| San Miguel           | 06.º | 15.º | 15.º | 17.º | 12.º | 12.º | 10.º | 11.º | 12.º | 14.º | 15.º | 16.º | 16.º | 12.º | 12.º | 11.º | 10.º | 09.º | 09.º |
| Sportivo Barracas    | 06.º | 10.º | 13.º | 14.º | 17.º | 17.º | 13.º | 13.º | 08.º | 11.º | 09.º | 07.º | 07.º | 06.º | 04.º | 02.º | 02.º | 03.º | 02.º |
| Sportivo Italiano    | 06.º | 02.º | 04.º | 12.º | 16.º | 16.º | 12.º | 14.º | 10.º | 08.º | 10.º | 08.º | 08.º | 07.º | 06.º | 05.º | 03.º | 04.º | 05.º |

| 1. |

#### Segunda rueda
| Equipo / Fecha       |      |      |      |      |      |      |      |      |      |      |      |      |      |      |      |      |      |      |      |
| Equipo / Fecha       | 20   | 21   | 22   | 23   | 24   | 25   | 26   | 27   | 28   | 29   | 30   | 31   | 32   | 33   | 34   | 35   | 36   | 37   | 38   |
| -------------------- | ---- | ---- | ---- | ---- | ---- | ---- | ---- | ---- | ---- | ---- | ---- | ---- | ---- | ---- | ---- | ---- | ---- | ---- | ---- |
| Argentino de Merlo   | 18.º | 18.º | 16.º | 17.º | 15.º | 17.º | 17.º | 15.º | 14.º | 14.º | 15.º | 16.º | 17.º | 18.º | 19.º | 19.º | 17.º | 16.º | 17.º |
| Argentino de Quilmes | 07.º | 07.º | 06.º | 05.º | 04.º | 05.º | 06.º | 06.º | 06.º | 06.º | 06.º | 06.º | 06.º | 06.º | 06.º | 06.º | 06.º | 06.º | 05.º |
| Berazategui          | 17.º | 19.º | 19.º | 20.º | 20.º | 20.º | 20.º | 20.º | 20.º | 20.º | 20.º | 20.º | 20.º | 20.º | 20.º | 20.º | 20.º | 20.º | 20.º |
| Cañuelas             | 03.º | 05.º | 07.º | 07.º | 07.º | 07.º | 05.º | 05.º | 05.º | 05.º | 05.º | 05.º | 05.º | 05.º | 04.º | 04.º | 03.º | 03.º | 03.º |
| Central Córdoba (R)  | 15.º | 15.º | 15.º | 14.º | 17.º | 14.º | 14.º | 16.º | 16.º | 15.º | 16.º | 13.º | 15.º | 13.º | 14.º | 15.º | 15.º | 14.º | 14.º |
| Defensores Unidos    | 02.º | 02.º | 02.º | 02.º | 02.º | 02.º | 02.º | 02.º | 02.º | 02.º | 02.º | 02.º | 02.º | 02.º | 02.º | 02.º | 02.º | 02.º | 02.º |
| Def. de Cambaceres   | 13.º | 13.º | 12.º | 13.º | 13.º | 12.º | 12.º | 13.º | 13.º | 13.º | 14.º | 14.º | 13.º | 14.º | 15.º | 14.º | 13.º | 13.º | 13.º |
| Deportivo Armenio    | 08.º | 08.º | 08.º | 08.º | 08.º | 08.º | 09.º | 08.º | 09.º | 08.º | 10.º | 07.º | 10.º | 07.º | 09.º | 10.º | 10.º | 09.º | 10.º |
| Deportivo Laferrere  | 12.º | 14.º | 14.º | 15.º | 16.º | 15.º | 15.º | 14.º | 15.º | 16.º | 13.º | 15.º | 16.º | 17.º | 17.º | 17.º | 18.º | 18.º | 18.º |
| Deportivo Merlo      | 14.º | 12.º | 11.º | 11.º | 10.º | 11.º | 08.º | 10.º | 10.º | 11.º | 09.º | 10.º | 07.º | 09.º | 07.º | 08.º | 08.º | 08.º | 08.º |
| Dock Sud             | 20.º | 17.º | 18.º | 16.º | 14.º | 16.º | 18.º | 18.º | 18.º | 18.º | 19.º | 19.º | 19.º | 19.º | 18.º | 18.º | 19.º | 19.º | 19.º |
| El Porvenir          | 10.º | 09.º | 09.º | 09.º | 09.º | 09.º | 11.º | 11.º | 11.º | 10.º | 11.º | 09.º | 09.º | 11.º | 11.º | 11.º | 11.º | 10.º | 09.º |
| Ferrocarril Midland  | 05.º | 03.º | 05.º | 04.º | 03.º | 03.º | 04.º | 03.º | 03.º | 03.º | 03.º | 03.º | 03.º | 04.º | 05.º | 05.º | 05.º | 05.º | 07.º |
| J. J. de Urquiza     | 16.º | 16.º | 17.º | 19.º | 19.º | 19.º | 19.º | 19.º | 19.º | 19.º | 18.º | 17.º | 14.º | 16.º | 13.º | 13.º | 14.º | 15.º | 15.º |
| Luján                | 11.º | 11.º | 13.º | 12.º | 12.º | 13.º | 13.º | 12.º | 12.º | 12.º | 12.º | 12.º | 12.º | 12.º | 10.º | 09.º | 09.º | 11.º | 11.º |
| Sacachispas          | 01.º | 01.º | 01.º | 01.º | 01.º | 01.º | 01.º | 01.º | 01.º | 01.º | 01.º | 01.º | 01.º | 01.º | 01.º | 01.º | 01.º | 01.º | 01.º |
| San Martín (B)       | 19.º | 20.º | 20.º | 18.º | 18.º | 18.º | 16.º | 17.º | 17.º | 17.º | 17.º | 18.º | 18.º | 15.º | 16.º | 16.º | 16.º | 17.º | 16.º |
| San Miguel           | 09.º | 10.º | 10.º | 09.º | 11.º | 09.º | 10.º | 09.º | 07.º | 07.º | 07.º | 08.º | 11.º | 08.º | 08.º | 07.º | 07.º | 07.º | 06.º |
| Sportivo Barracas    | 06.º | 04.º | 03.º | 06.º | 06.º | 04.º | 03.º | 04.º | 04.º | 04.º | 04.º | 04.º | 04.º | 03.º | 03.º | 03.º | 04.º | 04.º | 04.º |
| Sportivo Italiano    | 04.º | 06.º | 04.º | 03.º | 05.º | 06.º | 07.º | 07.º | 08.º | 09.º | 08.º | 11.º | 08.º | 10.º | 12.º | 12.º | 12.º | 12.º | 12.º |

| 1. 2. |

## Tabla de descenso
| Pos  | Equipo                   | 2014 | 2015 | 2016 | 2016-17 | Total | PJ  | Promedio |
| ---- | ------------------------ | ---- | ---- | ---- | ------- | ----- | --- | -------- |
| 01.º | Sportivo Italiano        | -    | -    | 39   | 48      | 87    | 57  | 1,526    |
| 02.º | Sacachispas              | 18   | 43   | 33   | 78      | 172   | 113 | 1,522    |
| 03.º | Sportivo Barracas        | -    | -    | 24   | 60      | 84    | 57  | 1,473    |
| 04.º | Deportivo Laferrere      | 28   | 63   | 33   | 38      | 162   | 113 | 1,433    |
| 05.º | Argentino de Quilmes     | 21   | 53   | 28   | 58      | 160   | 113 | 1,415    |
| 06.º | Defensores Unidos        | 24   | 45   | 19   | 71      | 159   | 113 | 1,392    |
| 07.º | Deportivo Merlo          | -    | -    | 25   | 53      | 78    | 57  | 1,368    |
| 07.º | El Porvenir              | -    | -    | -    | 52      | 52    | 38  | 1,368    |
| 09.º | Cañuelas                 | -    | 47   | 19   | 63      | 129   | 95  | 1,357    |
| 10.º | J. J. de Urquiza         | 20   | 52   | 37   | 44      | 153   | 113 | 1,354    |
| 11.º | San Miguel               | -    | 53   | 18   | 57      | 128   | 95  | 1,347    |
| 12.º | Deportivo Armenio        | -    | -    | -    | 51      | 51    | 38  | 1,342    |
| 13.º | Dock Sud                 | 35   | 58   | 19   | 38      | 150   | 113 | 1,327    |
| 14.º | Luján                    | 16   | 57   | 25   | 50      | 148   | 113 | 1,309    |
| 15.º | San Martín (B)           | -    | 48   | 35   | 39      | 122   | 95  | 1,284    |
| 16.º | Berazategui              | 11   | 54   | 36   | 34      | 135   | 113 | 1,194    |
| 16.º | Central Córdoba (R)      | 14   | 60   | 16   | 45      | 135   | 113 | 1,194    |
| 18.º | Ferrocarril Midland      | 11   | 47   | 17   | 56      | 131   | 113 | 1,159    |
| 19.º | Defensores de Cambaceres | 24   | 34   | 22   | 48      | 128   | 113 | 1,132    |
| 20.º | Argentino de Merlo       | 26   | 50   | 13   | 39      | 128   | 113 | 1,132    |

|  | Ganó el partido de desempate por el descenso a la Primera D. |
|  | Descendió a la Primera D.                                    |

### Partido de desempate
| Defensores de Cambaceres | 1 - 0 | Argentino de Merlo | Nuevo Francisco Urbano | 5 de julio | 14:00 |

## Tabla de posiciones parcial de la primera rueda
Esta tabla fue usada para determinar los equipos clasificados a la Copa Argentina 2016-17, que fueron los que ocuparon los cuatro primeros lugares.
| Pos. | Equipo                   | Pts. | PJ | PG | PE | PP | GF | GC | Dif. |
| ---- | ------------------------ | ---- | -- | -- | -- | -- | -- | -- | ---- |
| 01.º | Sacachispas              | 45   | 19 | 14 | 3  | 2  | 41 | 13 | 28   |
| 02.º | Sportivo Barracas        | 32   | 19 | 8  | 8  | 3  | 29 | 18 | 11   |
| 03.º | Defensores Unidos        | 31   | 19 | 8  | 7  | 4  | 24 | 15 | 9    |
| 04.º | Cañuelas                 | 30   | 19 | 8  | 6  | 5  | 27 | 20 | 7    |
| 05.º | Sportivo Italiano        | 30   | 19 | 8  | 6  | 5  | 22 | 18 | 4    |
| 06.º | Ferrocarril Midland      | 30   | 19 | 8  | 6  | 5  | 17 | 17 | 0    |
| 07.º | Deportivo Armenio        | 28   | 19 | 7  | 7  | 5  | 19 | 13 | 6    |
| 08.º | Argentino de Quilmes     | 27   | 19 | 7  | 6  | 6  | 18 | 22 | −4   |
| 09.º | San Miguel               | 26   | 19 | 6  | 8  | 5  | 20 | 19 | 1    |
| 10.º | El Porvenir              | 26   | 19 | 5  | 11 | 3  | 19 | 18 | 1    |
| 11.º | Luján                    | 26   | 19 | 7  | 5  | 7  | 17 | 17 | 0    |
| 12.º | Defensores de Cambaceres | 23   | 19 | 6  | 5  | 8  | 22 | 25 | −3   |
| 13.º | Deportivo Merlo          | 22   | 19 | 5  | 7  | 7  | 22 | 28 | −6   |
| 14.º | Deportivo Laferrere      | 20   | 19 | 4  | 8  | 7  | 24 | 24 | 0    |
| 15.º | Central Córdoba (R)      | 20   | 19 | 4  | 8  | 7  | 18 | 19 | −1   |
| 16.º | Berazategui              | 18   | 19 | 4  | 6  | 9  | 13 | 23 | −10  |
| 17.º | J. J. de Urquiza         | 17   | 19 | 4  | 5  | 10 | 15 | 26 | −11  |
| 18.º | San Martín (B)           | 17   | 19 | 3  | 8  | 8  | 10 | 21 | −11  |
| 19.º | Argentino de Merlo       | 17   | 19 | 3  | 8  | 8  | 10 | 22 | −12  |
| 20.º | Dock Sud                 | 16   | 19 | 2  | 10 | 7  | 13 | 22 | −9   |

|  | Clasificados a la Copa Argentina 2016-17. |

## Resultados

### Primera rueda
| Luján                    | 2 - 0 | Deportivo Laferrere | Municipal de la Ciudad de Luján | 26 de agosto | 15:30 |
| Argentino de Quilmes     | 1 - 1 | Sportivo Barracas   | Argentino de Quilmes            | 27 de agosto | 15:30 |
| Sportivo Italiano        | 1 - 1 | Berazategui         | República de Italia             | 27 de agosto | 15:30 |
| Defensores Unidos        | 1 - 1 | Dock Sud            | Gigante de Villa Fox            | 28 de agosto | 15:30 |
| Central Córdoba (R)      | 0 - 0 | Cañuelas            | Gabino Sosa                     | 28 de agosto | 15:30 |
| San Miguel               | 1 - 1 | Argentino de Merlo  | Malvinas Argentinas             | 28 de agosto | 15:30 |
| El Porvenir              | 1 - 0 | Deportivo Armenio   | Gildo Francisco Ghersinich      | 29 de agosto | 15:30 |
| San Martín (B)           | 0 - 0 | Ferrocarril Midland | Francisco Boga                  | 29 de agosto | 15:30 |
| Defensores de Cambaceres | 3 - 3 | Sacachispas         | 12 de Octubre                   | 29 de agosto | 15:30 |
| Deportivo Merlo          | 2 - 0 | J. J. de Urquiza    | José Manuel Moreno              | 29 de agosto | 15:30 |

| Berazategui              | 0 - 1 | Argentino de Quilmes | Norman Lee                 | 2 de septiembre | 15:30 |
| Argentino de Merlo       | 0 - 0 | San Martín (B)       | Merlo                      | 2 de septiembre | 20:30 |
| Deportivo Armenio        | 2 - 1 | San Miguel           | Armenia                    | 3 de septiembre | 15:30 |
| Defensores de Cambaceres | 0 - 1 | Central Córdoba (R)  | 12 de Octubre              | 3 de septiembre | 15:30 |
| Ferrocarril Midland      | 2 - 1 | Cañuelas             | Ciudad de Libertad         | 3 de septiembre | 15:30 |
| Sacachispas              | 1 - 2 | Luján                | Beto Larrosa               | 4 de septiembre | 15:30 |
| J. J. de Urquiza         | 0 - 1 | Defensores Unidos    | Ramón Roque Martín         | 4 de septiembre | 15:30 |
| Deportivo Laferrere      | 1 - 1 | Deportivo Merlo      | Ciudad de Laferrere        | 4 de septiembre | 15:30 |
| Sportivo Barracas        | 1 - 1 | El Porvenir          | República de Italia        | 5 de septiembre | 15:30 |
| Dock Sud                 | 0 - 2 | Sportivo Italiano    | Gildo Francisco Ghersinich | 5 de septiembre | 15:30 |

| Cañuelas             | 4 - 1 | Argentino de Merlo       | Jose Alfredo Arín               | 9 de septiembre  | 15:30 |
| Defensores Unidos    | 0 - 0 | Deportivo Laferrere      | Gigante de Villa Fox            | 9 de septiembre  | 15:30 |
| Luján                | 0 - 1 | Defensores de Cambaceres | Municipal de la Ciudad de Luján | 9 de septiembre  | 15:30 |
| Central Córdoba (R)  | 3 - 1 | Ferrocarril Midland      | Gabino Sosa                     | 10 de septiembre | 15:30 |
| San Martín (B)       | 1 - 0 | Deportivo Armenio        | Francisco Boga                  | 11 de septiembre | 15:30 |
| San Miguel           | 1 - 1 | Sportivo Barracas        | Malvinas Argentinas             | 11 de septiembre | 15:30 |
| El Porvenir          | 3 - 0 | Berazategui              | Gildo Francisco Ghersinich      | 11 de septiembre | 15:30 |
| Deportivo Merlo      | 0 - 3 | Sacachispas              | José Manuel Moreno              | 11 de septiembre | 15:30 |
| Argentino de Quilmes | 1 - 1 | Dock Sud                 | Argentino de Quilmes            | 13 de septiembre | 15:30 |
| Sportivo Italiano    | 1 - 1 | J. J. de Urquiza         | República de Italia             | 14 de septiembre | 15:30 |

| Sportivo Barracas        | 1 - 1 | San Martín (B)       | República de Italia             | 17 de septiembre | 15:30 |
| Defensores de Cambaceres | 2 - 1 | Deportivo Merlo      | 12 de Octubre                   | 18 de septiembre | 15:30 |
| Luján                    | 1 - 0 | Central Córdoba (R)  | Municipal de la Ciudad de Luján | 18 de septiembre | 15:30 |
| Argentino de Merlo       | 0 - 1 | Ferrocarril Midland  | Merlo                           | 18 de septiembre | 15:30 |
| Deportivo Armenio        | 1 - 0 | Cañuelas             | Armenia                         | 18 de septiembre | 15:30 |
| Berazategui              | 0 - 0 | San Miguel           | Norman Lee                      | 19 de septiembre | 15:30 |
| J. J. de Urquiza         | 2 - 0 | Argentino de Quilmes | Ramón Roque Martín              | 19 de septiembre | 15:30 |
| Dock Sud                 | 0 - 1 | El Porvenir          | De los Inmigrantes              | 20 de septiembre | 15:30 |
| Deportivo Laferrere      | 4 - 0 | Sportivo Italiano    | Ciudad de Laferrere             | 20 de septiembre | 15:30 |
| Sacachispas              | 1 - 0 | Defensores Unidos    | Beto Larrosa                    | 20 de septiembre | 15:30 |

| Cañuelas             | 2 - 1 | Sportivo Barracas        | Jose Alfredo Arín          | 24 de septiembre | 15:30 |
| El Porvenir          | 0 - 0 | J. J. de Urquiza         | Gildo Francisco Ghersinich | 24 de septiembre | 15:30 |
| Defensores Unidos    | 3 - 0 | Defensores de Cambaceres | Gigante de Villa Fox       | 25 de septiembre | 15:30 |
| San Miguel           | 3 - 2 | Dock Sud                 | Malvinas Argentinas        | 25 de septiembre | 15:30 |
| Central Córdoba (R)  | 2 - 0 | Argentino de Merlo       | Gabino Sosa                | 25 de septiembre | 15:30 |
| Ferrocarril Midland  | 0 - 0 | Deportivo Armenio        | Ciudad de Libertad         | 26 de septiembre | 15:30 |
| Sportivo Italiano    | 0 - 1 | Sacachispas              | República de Italia        | 26 de septiembre | 15:30 |
| Argentino de Quilmes | 3 - 0 | Deportivo Laferrere      | Argentino de Quilmes       | 26 de septiembre | 15:30 |
| Deportivo Merlo      | 0 - 0 | Luján                    | José Manuel Moreno         | 27 de septiembre | 15:30 |
| San Martín (B)       | 1 - 1 | Berazategui              | Francisco Boga             | 27 de septiembre | 15:30 |

| Berazategui              | 0 - 0 | Cañuelas             | Norman Lee                      | 28 de noviembre | 17:00 |
| Deportivo Armenio        | 0 - 0 | Argentino de Merlo   | Armenia                         | 28 de noviembre | 17:00 |
| Luján                    | 2 - 0 | Defensores Unidos    | Municipal de la Ciudad de Luján | 29 de noviembre | 17:00 |
| Sportivo Barracas        | 2 - 1 | Ferrocarril Midland  | República de Italia             | 29 de noviembre | 17:00 |
| Sacachispas              | 2 - 1 | Argentino de Quilmes | Beto Larrosa                    | 29 de noviembre | 17:00 |
| Defensores de Cambaceres | 1 - 1 | Sportivo Italiano    | 12 de Octubre                   | 29 de noviembre | 17:00 |
| J. J. de Urquiza         | 0 - 1 | San Miguel           | Ramón Roque Martín              | 29 de noviembre | 17:00 |
| Dock Sud                 | 1 - 1 | San Martín (B)       | De los Inmigrantes              | 30 de noviembre | 17:00 |
| Deportivo Merlo          | 2 - 1 | Central Córdoba (R)  | José Manuel Moreno              | 30 de noviembre | 17:00 |
| Deportivo Laferrere      | 1 - 1 | El Porvenir          | Ciudad de Laferrere             | 30 de noviembre | 17:00 |

| Argentino de Quilmes | 1 - 0 | Defensores de Cambaceres | Argentino de Quilmes       | 4 de octubre | 15:30 |
| Cañuelas             | 2 - 0 | Dock Sud                 | Jose Alfredo Arín          | 4 de octubre | 15:30 |
| Ferrocarril Midland  | 2 - 0 | Berazategui              | Ciudad de Libertad         | 4 de octubre | 15:30 |
| Central Córdoba (R)  | 0 - 2 | Deportivo Armenio        | Gabino Sosa                | 4 de octubre | 15:30 |
| Sportivo Italiano    | 2 - 0 | Luján                    | República de Italia        | 5 de octubre | 15:30 |
| El Porvenir          | 0 - 4 | Sacachispas              | Gildo Francisco Ghersinich | 5 de octubre | 15:30 |
| Argentino de Merlo   | 0 - 2 | Sportivo Barracas        | Merlo                      | 5 de octubre | 15:30 |
| San Miguel           | 3 - 2 | Deportivo Laferrere      | Malvinas Argentinas        | 5 de octubre | 15:30 |
| San Martín (B)       | 1 - 1 | J. J. de Urquiza         | Francisco Boga             | 5 de octubre | 15:30 |
| Defensores Unidos    | 3 - 0 | Deportivo Merlo          | Gigante de Villa Fox       | 5 de octubre | 15:30 |

| Defensores Unidos        | 1 - 1 | Central Córdoba (R)  | Gigante de Villa Fox            | 8 de octubre  | 15:30 |
| Deportivo Merlo          | 2 - 1 | Sportivo Italiano    | José Manuel Moreno              | 8 de octubre  | 15:30 |
| Berazategui              | 2 - 1 | Argentino de Merlo   | Norman Lee                      | 9 de octubre  | 11:00 |
| Luján                    | 0 - 1 | Argentino de Quilmes | Municipal de la Ciudad de Luján | 9 de octubre  | 15:30 |
| Dock Sud                 | 0 - 2 | Ferrocarril Midland  | De los Inmigrantes              | 9 de octubre  | 15:30 |
| Deportivo Laferrere      | 3 - 0 | San Martín (B)       | Ciudad de Laferrere             | 9 de octubre  | 15:30 |
| Sportivo Barracas        | 0 - 0 | Deportivo Armenio    | República de Italia             | 10 de octubre | 15:30 |
| J. J. de Urquiza         | 1 - 0 | Cañuelas             | Ramón Roque Martín              | 10 de octubre | 15:30 |
| Defensores de Cambaceres | 0 - 0 | El Porvenir          | 12 de Octubre                   | 11 de octubre | 15:30 |
| Sacachispas              | 3 - 0 | San Miguel           | Beto Larrosa                    | 11 de octubre | 15:30 |

| Cañuelas             | 3 - 2 | Deportivo Laferrere      | Jose Alfredo Arín          | 14 de octubre | 15:30 |
| Central Córdoba (R)  | 2 - 3 | Sportivo Barracas        | Gabino Sosa                | 15 de octubre | 15:00 |
| Deportivo Armenio    | 2 - 0 | Berazategui              | Armenia                    | 15 de octubre | 15:30 |
| San Miguel           | 2 - 2 | Defensores de Cambaceres | Malvinas Argentinas        | 15 de octubre | 15:30 |
| Ferrocarril Midland  | 2 - 1 | J. J. de Urquiza         | Ciudad de Libertad         | 15 de octubre | 15:30 |
| Argentino de Quilmes | 2 - 1 | Deportivo Merlo          | Argentino de Quilmes       | 16 de octubre | 15:30 |
| El Porvenir          | 2 - 1 | Luján                    | Gildo Francisco Ghersinich | 17 de octubre | 15:30 |
| Sportivo Italiano    | 2 - 0 | Defensores Unidos        | República de Italia        | 17 de octubre | 20:00 |
| Argentino de Merlo   | 0 - 0 | Dock Sud                 | Merlo                      | 18 de octubre | 20:00 |
| San Martín (B)       | 0 - 1 | Sacachispas              | Francisco Boga             | 19 de octubre | 15:30 |

| Sportivo Italiano        | 3 - 2 | Central Córdoba (R)  | República de Italia             | 23 de octubre | 11:00 |
| Dock Sud                 | 1 - 1 | Deportivo Armenio    | De los Inmigrantes              | 23 de octubre | 11:00 |
| J. J. de Urquiza         | 2 - 0 | Argentino de Merlo   | Ramón Roque Martín              | 23 de octubre | 11:00 |
| Defensores Unidos        | 5 - 2 | Argentino de Quilmes | Gigante de Villa Fox            | 23 de octubre | 15:30 |
| Sacachispas              | 2 - 2 | Cañuelas             | Beto Larrosa                    | 24 de octubre | 15:30 |
| Luján                    | 2 - 0 | San Miguel           | Municipal de la Ciudad de Luján | 24 de octubre | 15:30 |
| Defensores de Cambaceres | 0 - 2 | San Martín (B)       | 12 de Octubre                   | 24 de octubre | 15:30 |
| Berazategui              | 1 - 0 | Sportivo Barracas    | Norman Lee                      | 24 de octubre | 15:30 |
| Deportivo Laferrere      | 1 - 2 | Ferrocarril Midland  | Ciudad de Laferrere             | 24 de octubre | 15:30 |
| Deportivo Merlo          | 1 - 1 | El Porvenir          | José Manuel Moreno              | 25 de octubre | 15:30 |

| Argentino de Quilmes | 2 - 1 | Sportivo Italiano        | Argentino de Quilmes       | 28 de octubre | 15:30 |
| San Martín (B)       | 1 - 2 | Luján                    | Francisco Boga             | 28 de octubre | 15:30 |
| San Miguel           | 0 - 0 | Deportivo Merlo          | Malvinas Argentinas        | 28 de octubre | 15:30 |
| Sportivo Barracas    | 2 - 0 | Dock Sud                 | República de Italia        | 28 de octubre | 15:30 |
| Argentino de Merlo   | 1 - 0 | Deportivo Laferrere      | Merlo                      | 28 de octubre | 15:30 |
| El Porvenir          | 0 - 2 | Defensores Unidos        | Gildo Francisco Ghersinich | 29 de octubre | 11:00 |
| Cañuelas             | 3 - 2 | Defensores de Cambaceres | Jose Alfredo Arín          | 29 de octubre | 15:30 |
| Deportivo Armenio    | 4 - 1 | J. J. de Urquiza         | Armenia                    | 29 de octubre | 15:30 |
| Central Córdoba (R)  | 0 - 1 | Berazategui              | Gabino Sosa                | 29 de octubre | 15:30 |
| Ferrocarril Midland  | 0 - 1 | Sacachispas              | Ciudad de Libertad         | 30 de octubre | 15:30 |

| Luján                    | 0 - 1 | Cañuelas            | Municipal de la Ciudad de Luján | 1 de noviembre | 15:30 |
| Deportivo Laferrere      | 1 - 1 | Deportivo Armenio   | Ciudad de Laferrere             | 1 de noviembre | 15:30 |
| Defensores Unidos        | 1 - 0 | San Miguel          | Gigante de Villa Fox            | 2 de noviembre | 15:30 |
| Argentino de Quilmes     | 1 - 0 | Central Córdoba (R) | Argentino de Quilmes            | 2 de noviembre | 15:30 |
| Deportivo Merlo          | 0 - 1 | San Martín (B)      | José Manuel Moreno              | 2 de noviembre | 15:30 |
| Sportivo Italiano        | 1 - 0 | El Porvenir         | República de Italia             | 2 de noviembre | 16:00 |
| Defensores de Cambaceres | 3 - 0 | Ferrocarril Midland | 12 de Octubre                   | 3 de noviembre | 15:30 |
| Sacachispas              | 4 - 1 | Argentino de Merlo  | Beto Larrosa                    | 3 de noviembre | 15:30 |
| J. J. de Urquiza         | 1 - 3 | Sportivo Barracas   | Ramón Roque Martín              | 3 de noviembre | 15:30 |
| Dock Sud                 | 1 - 0 | Berazategui         | De los Inmigrantes              | 3 de noviembre | 15:30 |

| San Miguel          | 1 - 1 | Sportivo Italiano        | Malvinas Argentinas        | 5 de noviembre | 15:30 |
| Cañuelas            | 4 - 2 | Deportivo Merlo          | Jose Alfredo Arín          | 5 de noviembre | 15:30 |
| Deportivo Armenio   | 1 - 3 | Sacachispas              | Armenia                    | 6 de noviembre | 15:30 |
| El Porvenir         | 2 - 2 | Argentino de Quilmes     | Gildo Francisco Ghersinich | 7 de noviembre | 15:30 |
| Central Córdoba (R) | 0 - 0 | Dock Sud                 | Gabino Sosa                | 7 de noviembre | 15:30 |
| Argentino de Merlo  | 1 - 0 | Defensores de Cambaceres | Merlo                      | 7 de noviembre | 15:30 |
| Berazategui         | 1 - 1 | J. J. de Urquiza         | Norman Lee                 | 8 de noviembre | 15:30 |
| Ferrocarril Midland | 1 - 0 | Luján                    | Colegiales                 | 9 de noviembre | 15:30 |
| Sportivo Barracas   | 2 - 2 | Deportivo Laferrere      | República de Italia        | 9 de noviembre | 15:30 |
| San Martín (B)      | 0 - 3 | Defensores Unidos        | Francisco Boga             | 9 de noviembre | 15:30 |

| Deportivo Merlo          | 4 - 1 | Ferrocarril Midland | José Manuel Moreno              | 12 de noviembre | 11:00 |
| Sacachispas              | 1 - 2 | Sportivo Barracas   | Beto Larrosa                    | 12 de noviembre | 15:30 |
| Deportivo Laferrere      | 2 - 0 | Berazategui         | Ciudad de Laferrere             | 13 de noviembre | 15:30 |
| El Porvenir              | 1 - 1 | Central Córdoba (R) | Gildo Francisco Ghersinich      | 13 de noviembre | 15:30 |
| Argentino de Quilmes     | 0 - 3 | San Miguel          | Argentino de Quilmes            | 13 de noviembre | 15:30 |
| J. J. de Urquiza         | 0 - 2 | Dock Sud            | Ramón Roque Martí               | 13 de noviembre | 15:30 |
| Luján                    | 0 - 0 | Argentino de Merlo  | Municipal de la Ciudad de Luján | 13 de noviembre | 15:30 |
| Sportivo Italiano        | 2 - 0 | San Martín (B)      | República de Italia             | 13 de noviembre | 17:00 |
| Defensores de Cambaceres | 2 - 0 | Deportivo Armenio   | 12 de Octubre                   | 14 de noviembre | 17:00 |
| Defensores Unidos        | 2 - 2 | Cañuelas            | Gigante de Villa Fox            | 14 de noviembre | 17:00 |

| Ferrocarril Midland | 1 - 1 | Defensores Unidos        | Colegiales          | 18 de noviembre | 17:00 |
| Central Córdoba (R) | 3 - 1 | J. J. de Urquiza         | Gabino Sosa         | 19 de noviembre | 17:00 |
| Deportivo Armenio   | 0 - 0 | Luján                    | Armenia             | 19 de noviembre | 17:00 |
| Cañuelas            | 0 - 1 | Sportivo Italiano        | Jose Alfredo Arín   | 19 de noviembre | 17:00 |
| Berazategui         | 0 - 3 | Sacachispas              | Norman Lee          | 19 de noviembre | 17:00 |
| San Miguel          | 0 - 0 | El Porvenir              | Malvinas Argentinas | 20 de noviembre | 17:00 |
| San Martín (B)      | 0 - 0 | Argentino de Quilmes     | Francisco Boga      | 20 de noviembre | 17:00 |
| Sportivo Barracas   | 2 - 0 | Defensores de Cambaceres | República de Italia | 20 de noviembre | 17:00 |
| Argentino de Merlo  | 0 - 0 | Deportivo Merlo          | Merlo               | 21 de noviembre | 17:00 |
| Dock Sud            | 1 - 1 | Deportivo Laferrere      | De los Inmigrantes  | 21 de noviembre | 17:00 |

| El Porvenir              | 3 - 1 | San Martín (B)      | Gildo Francisco Ghersinich      | 24 de noviembre | 17:00 |
| Argentino de Quilmes     | 0 - 0 | Cañuelas            | Argentino de Quilmes            | 24 de noviembre | 17:00 |
| Sportivo Italiano        | 0 - 0 | Ferrocarril Midland | República de Italia             | 24 de noviembre | 17:00 |
| Luján                    | 2 - 2 | Sportivo Barracas   | Municipal de la Ciudad de Luján | 24 de noviembre | 17:00 |
| Defensores de Cambaceres | 2 - 1 | Berazategui         | 12 de Octubre                   | 24 de noviembre | 17:00 |
| San Miguel               | 1 - 1 | Central Córdoba (R) | Malvinas Argentinas             | 24 de noviembre | 17:00 |
| Defensores Unidos        | 0 - 0 | Argentino de Merlo  | Gigante de Villa Fox            | 25 de noviembre | 17:00 |
| Sacachispas              | 2 - 0 | Dock Sud            | Beto Larrosa                    | 25 de noviembre | 17:00 |
| Deportivo Merlo          | 2 - 1 | Deportivo Armenio   | José Manuel Moreno              | 25 de noviembre | 17:00 |
| Deportivo Laferrere      | 0 - 0 | J. J. de Urquiza    | Ciudad de Laferrere             | 25 de noviembre | 17:00 |

| Argentino de Merlo  | 0 - 3 | Sportivo Italiano        | Merlo               | 3 de diciembre | 17:00 |
| Central Córdoba (R) | 0 - 0 | Deportivo Laferrere      | Gabino Sosa         | 4 de diciembre | 17:00 |
| Deportivo Armenio   | 0 - 0 | Defensores Unidos        | Armenia             | 4 de diciembre | 17:00 |
| Cañuelas            | 2 - 2 | El Porvenir              | Jose Alfredo Arín   | 4 de diciembre | 17:00 |
| Ferrocarril Midland | 0 - 0 | Argentino de Quilmes     | Colegiales          | 5 de diciembre | 17:00 |
| Berazategui         | 1 - 2 | Luján                    | Norman Lee          | 5 de diciembre | 17:00 |
| Sportivo Barracas   | 4 - 1 | Deportivo Merlo          | República de Italia | 5 de diciembre | 17:00 |
| San Martín (B)      | 0 - 2 | San Miguel               | Francisco Boga      | 6 de diciembre | 17:00 |
| Dock Sud            | 0 - 0 | Defensores de Cambaceres | De los Inmigrantes  | 6 de diciembre | 17:00 |
| J. J. de Urquiza    | 0 - 3 | Sacachispas              | Ramón Roque Martín  | 6 de diciembre | 17:00 |

| Sportivo Italiano        | 0 - 3 | Deportivo Armenio   | República de Italia             | 9 de diciembre  | 17:00 |
| Argentino de Quilmes     | 0 - 3 | Argentino de Merlo  | Argentino de Quilmes            | 9 de diciembre  | 17:00 |
| Deportivo Merlo          | 1 - 1 | Berazategui         | José Manuel Moreno              | 9 de diciembre  | 17:00 |
| Defensores Unidos        | 1 - 0 | Sportivo Barracas   | Gigante de Villa Fox            | 10 de diciembre | 17:00 |
| San Miguel               | 1 - 0 | Cañuelas            | Malvinas Argentinas             | 11 de diciembre | 17:00 |
| Luján                    | 1 - 1 | Dock Sud            | Municipal de la Ciudad de Luján | 11 de diciembre | 17:00 |
| El Porvenir              | 0 - 0 | Ferrocarril Midland | Gildo Francisco Ghersinich      | 12 de diciembre | 17:00 |
| Sacachispas              | 2 - 0 | Deportivo Laferrere | Beto Larrosa                    | 13 de diciembre | 17:00 |
| Defensores de Cambaceres | 2 - 0 | J. J. de Urquiza    | 12 de Octubre                   | 13 de diciembre | 17:00 |
| San Martín (B)           | 0 - 0 | Central Córdoba (R) | Francisco Boga                  | 14 de diciembre | 17:00 |

| Sportivo Barracas   | 0 - 0 | Sportivo Italiano        | República de Italia | 16 de diciembre | 17:00 |
| Ferrocarril Midland | 1 - 0 | San Miguel               | Ciudad de Libertad  | 16 de diciembre | 17:00 |
| Central Córdoba (R) | 1 - 1 | Sacachispas              | Gabino Sosa         | 17 de diciembre | 17:00 |
| Berazategui         | 3 - 0 | Defensores Unidos        | Norman Lee          | 17 de diciembre | 17:00 |
| J. J. de Urquiza    | 3 - 0 | Luján                    | Ramón Roque Martín  | 17 de diciembre | 17:00 |
| Deportivo Laferrere | 4 - 2 | Defensores de Cambaceres | Ciudad de Laferrere | 17 de diciembre | 17:00 |
| Cañuelas            | 1 - 0 | San Martín (B)           | Jose Alfredo Arín   | 17 de diciembre | 17:00 |
| Deportivo Armenio   | 1 - 0 | Argentino de Quilmes     | Armenia             | 18 de diciembre | 17:00 |
| Argentino de Merlo  | 1 - 1 | El Porvenir              | Merlo               | 19 de diciembre | 17:00 |
| Dock Sud            | 2 - 2 | Deportivo Merlo          | De los Inmigrantes  | 20 de diciembre | 17:00 |

| 1. 2. 3. 4. 5. 6. 7. |

### Segunda rueda
| Ferrocarril Midland | 3 - 0 | San Martín (B)           | Colegiales          | 4 de marzo | 17:00 |
| Sacachispas         | 2 - 1 | Defensores de Cambaceres | Beto Larrosa        | 5 de marzo | 17:00 |
| Deportivo Armenio   | 1 - 1 | El Porvenir              | Armenia             | 5 de marzo | 17:00 |
| Sportivo Barracas   | 0 - 1 | Argentino de Quilmes     | República de Italia | 5 de marzo | 17:00 |
| Argentino de Merlo  | 0 - 0 | San Miguel               | Merlo               | 6 de marzo | 17:00 |
| Cañuelas            | 3 - 1 | Central Córdoba (R)      | Jose Alfredo Arín   | 6 de marzo | 17:00 |
| Berazategui         | 0 - 2 | Sportivo Italiano        | Norman Lee          | 6 de marzo | 17:00 |
| Dock Sud            | 0 - 2 | Defensores Unidos        | De los Inmigrantes  | 6 de marzo | 17:00 |
| J. J. de Urquiza    | 1 - 0 | Deportivo Merlo          | Ramón Roque Martín  | 6 de marzo | 17:00 |
| Deportivo Laferrere | 2 - 0 | Luján                    | Ciudad de Laferrere | 7 de marzo | 17:00 |

| El Porvenir          | 1 - 1 | Sportivo Barracas        | Gildo Francisco Ghersinich      | 17 de marzo | 16:00 |
| Luján                | 0 - 2 | Sacachispas              | Municipal de la Ciudad de Luján | 18 de marzo | 16:00 |
| Cañuelas             | 0 - 1 | Ferrocarril Midland      | Jose Alfredo Arín               | 18 de marzo | 16:00 |
| Argentino de Quilmes | 1 - 0 | Berazategui              | Argentino de Quilmes            | 18 de marzo | 16:00 |
| Sportivo Italiano    | 2 - 3 | Dock Sud                 | República de Italia             | 18 de marzo | 16:00 |
| Defensores Unidos    | 3 - 0 | J. J. de Urquiza         | Gigante de Villa Fox            | 18 de marzo | 16:00 |
| Central Córdoba (R)  | 2 - 2 | Defensores de Cambaceres | Gabino Sosa                     | 19 de marzo | 16:00 |
| San Miguel           | 1 - 1 | Deportivo Armenio        | Malvinas Argentinas             | 20 de marzo | 16:00 |
| San Martín (B)       | 1 - 1 | Argentino de Merlo       | Francisco Boga                  | 20 de marzo | 16:00 |
| Deportivo Merlo      | 3 - 1 | Deportivo Laferrere      | José Manuel Moreno              | 20 de marzo | 16:00 |

| Dock Sud                 | 1 - 3 | Argentino de Quilmes | De los Inmigrantes  | 24 de marzo | 14:00 |
| Deportivo Laferrere      | 1 - 1 | Defensores Unidos    | Ciudad de Laferrere | 24 de marzo | 16:00 |
| J. J. de Urquiza         | 1 - 2 | Sportivo Italiano    | Ramón Roque Martín  | 24 de marzo | 16:00 |
| Argentino de Merlo       | 3 - 2 | Cañuelas             | Merlo               | 24 de marzo | 16:00 |
| Ferrocarril Midland      | 0 - 2 | Central Córdoba (R)  | Colegiales          | 24 de marzo | 16:00 |
| Deportivo Armenio        | 2 - 1 | San Martín (B)       | Armenia             | 24 de marzo | 16:00 |
| Berazategui              | 0 - 2 | El Porvenir          | Norman Lee          | 24 de marzo | 16:00 |
| Sportivo Barracas        | 2 - 1 | San Miguel           | República de Italia | 26 de marzo | 13:00 |
| Defensores de Cambaceres | 2 - 0 | Luján                | 12 de Octubre       | 26 de marzo | 16:00 |
| Sacachispas              | 1 - 3 | Deportivo Merlo      | Beto Larrosa        | 27 de marzo | 16:00 |

| Cañuelas             | 0 - 0 | Deportivo Armenio        | Jose Alfredo Arín          | 31 de marzo | 16:00 |
| Deportivo Merlo      | 4 - 1 | Defensores de Cambaceres | José Manuel Moreno         | 31 de marzo | 16:00 |
| San Martín (B)       | 2 - 0 | Sportivo Barracas        | Francisco Boga             | 31 de marzo | 16:00 |
| El Porvenir          | 1 - 2 | Dock Sud                 | Gildo Francisco Ghersinich | 1 de abril  | 12:00 |
| San Miguel           | 2 - 0 | Berazategui              | Malvinas Argentinas        | 2 de abril  | 13:00 |
| Central Córdoba (R)  | 0 - 2 | Luján                    | Gabino Sosa                | 2 de abril  | 15:30 |
| Argentino de Quilmes | 0 - 0 | J. J. de Urquiza         | Argentino de Quilmes       | 3 de abril  | 15:30 |
| Defensores Unidos    | 3 - 0 | Sacachispas              | Gigante de Villa Fox       | 3 de abril  | 15:30 |
| Sportivo Italiano    | 4 - 0 | Deportivo Laferrere      | República de Italia        | 3 de abril  | 16:00 |
| Ferrocarril Midland  | 1 - 0 | Argentino de Merlo       | Colegiales                 | 4 de abril  | 15:30 |

| Luján                    | 0 - 1 | Deportivo Merlo      | Municipal de la Ciudad de Luján | 7 de abril  | 15:30 |
| Sacachispas              | 1 - 0 | Sportivo Italiano    | Beto Larrosa                    | 7 de abril  | 15:30 |
| Berazategui              | 0 - 0 | San Martín (B)       | Norman Lee                      | 7 de abril  | 15:30 |
| Dock Sud                 | 2 - 1 | San Miguel           | De los Inmigrantes              | 7 de abril  | 15:30 |
| Sportivo Barracas        | 3 - 3 | Cañuelas             | República de Italia             | 7 de abril  | 15:30 |
| Defensores de Cambaceres | 0 - 1 | Defensores Unidos    | 12 de Octubre                   | 8 de abril  | 15:30 |
| J. J. de Urquiza         | 1 - 2 | El Porvenir          | Ramón Roque Martín              | 8 de abril  | 15:30 |
| Deportivo Armenio        | 0 - 1 | Ferrocarril Midland  | Armenia                         | 9 de abril  | 15:30 |
| Argentino de Merlo       | 3 - 1 | Central Córdoba (R)  | Merlo                           | 9 de abril  | 15:30 |
| Deportivo Laferrere      | 0 - 1 | Argentino de Quilmes | Ciudad de Laferrere             | 10 de abril | 15:30 |

| San Miguel           | 1 - 0 | J. J. de Urquiza         | Malvinas Argentinas        | 13 de abril | 15:30 |
| Sportivo Italiano    | 0 - 1 | Defensores de Cambaceres | República de Italia        | 13 de abril | 15:30 |
| Defensores Unidos    | 2 - 1 | Luján                    | Gigante de Villa Fox       | 13 de abril | 15:30 |
| Cañuelas             | 1 - 0 | Berazategui              | Jose Alfredo Arín          | 13 de abril | 15:30 |
| San Martín (B)       | 2 - 2 | Dock Sud                 | Francisco Boga             | 13 de abril | 15:30 |
| Argentino de Merlo   | 0 - 0 | Deportivo Armenio        | Merlo                      | 13 de abril | 15:30 |
| Ferrocarril Midland  | 0 - 1 | Sportivo Barracas        | Colegiales                 | 14 de abril | 15:30 |
| Central Córdoba (R)  | 3 - 1 | Deportivo Merlo          | Gabino Sosa                | 14 de abril | 15:30 |
| El Porvenir          | 0 - 1 | Deportivo Laferrere      | Gildo Francisco Ghersinich | 14 de abril | 15:30 |
| Argentino de Quilmes | 0 - 2 | Sacachispas              | Argentino de Quilmes       | 14 de abril | 15:30 |

| Sportivo Barracas        | 2 - 0 | Argentino de Merlo   | República de Italia             | 18 de abril | 15:30 |
| Berazategui              | 0 - 0 | Ferrocarril Midland  | Norman Lee                      | 18 de abril | 15:30 |
| Dock Sud                 | 1 - 4 | Cañuelas             | De los Inmigrantes              | 18 de abril | 15:30 |
| Deportivo Armenio        | 0 - 0 | Central Córdoba (R)  | Armenia                         | 18 de abril | 15:30 |
| Luján                    | 2 - 1 | Sportivo Italiano    | Municipal de la Ciudad de Luján | 18 de abril | 15:30 |
| Defensores de Cambaceres | 1 - 0 | Argentino de Quilmes | 12 de Octubre                   | 18 de abril | 15:30 |
| Sacachispas              | 2 - 1 | El Porvenir          | Beto Larrosa                    | 18 de abril | 15:30 |
| Deportivo Merlo          | 2 - 0 | Defensores Unidos    | José Manuel Moreno              | 18 de abril | 15:30 |
| J. J. de Urquiza         | 0 - 3 | San Martín (B)       | Ramón Roque Martín              | 18 de abril | 15:30 |
| Deportivo Laferrere      | 2 - 2 | San Miguel           | Ciudad de Laferrere             | 19 de abril | 15:30 |

| Cañuelas             | 1 - 2 | J. J. de Urquiza         | Jose Alfredo Arín          | 22 de abril | 11:00 |
| Central Córdoba (R)  | 0 - 1 | Defensores Unidos        | Gabino Sosa                | 23 de abril | 15:30 |
| Sportivo Italiano    | 1 - 1 | Deportivo Merlo          | República de Italia        | 23 de abril | 15:30 |
| Argentino de Quilmes | 1 - 1 | Luján                    | Argentino de Quilmes       | 24 de abril | 15:30 |
| Ferrocarril Midland  | 1 - 0 | Dock Sud                 | Colegiales                 | 24 de abril | 15:30 |
| San Miguel           | 1 - 0 | Sacachispas              | Malvinas Argentinas        | 24 de abril | 15:30 |
| El Porvenir          | 3 - 0 | Defensores de Cambaceres | Gildo Francisco Ghersinich | 24 de abril | 15:30 |
| San Martín (B)       | 1 - 1 | Deportivo Laferrere      | Francisco Boga             | 25 de abril | 15:30 |
| Deportivo Armenio    | 1 - 0 | Sportivo Barracas        | Armenia                    | 25 de abril | 15:30 |
| Argentino de Merlo   | 3 - 0 | Berazategui              | Merlo                      | 25 de abril | 15:30 |

| Defensores Unidos        | 3 - 1 | Sportivo Italiano    | Gigante de Villa Fox            | 28 de abril | 15:30 |
| Deportivo Merlo          | 1 - 5 | Argentino de Quilmes | José Manuel Moreno              | 28 de abril | 15:30 |
| Berazategui              | 1 - 0 | Deportivo Armenio    | Norman Lee                      | 29 de abril | 12:00 |
| Luján                    | 4 - 0 | El Porvenir          | Municipal de la Ciudad de Luján | 30 de abril | 15:30 |
| Sacachispas              | 3 - 2 | San Martín (B)       | Beto Larrosa                    | 30 de abril | 15:30 |
| Sportivo Barracas        | 2 - 1 | Central Córdoba (R)  | República de Italia             | 30 de abril | 15:30 |
| Defensores de Cambaceres | 0 - 2 | San Miguel           | 12 de Octubre                   | 30 de abril | 15:30 |
| Dock Sud                 | 0 - 1 | Argentino de Merlo   | De los Inmigrantes              | 2 de mayo   | 14:00 |
| J. J. de Urquiza         | 0 - 1 | Ferrocarril Midland  | Ramón Roque Martín              | 2 de mayo   | 15:30 |
| Deportivo Laferrere      | 0 - 1 | Cañuelas             | Ciudad de Laferrere             | 3 de mayo   | 15:30 |

| Sportivo Barracas    | 1 - 0 | Berazategui              | República de Italia        | 5 de mayo | 15:30 |
| Central Córdoba (R)  | 2 - 0 | Sportivo Italiano        | Gabino Sosa                | 6 de mayo | 15:30 |
| San Miguel           | 0 - 0 | Luján                    | Malvinas Argentinas        | 7 de mayo | 11:00 |
| El Porvenir          | 2 - 1 | Deportivo Merlo          | Gildo Francisco Ghersinich | 7 de mayo | 12:00 |
| Deportivo Armenio    | 1 - 1 | Dock Sud                 | Armenia                    | 7 de mayo | 15:30 |
| Cañuelas             | 1 - 5 | Sacachispas              | Jose Alfredo Arín          | 7 de mayo | 15:30 |
| Ferrocarril Midland  | 1 - 1 | Deportivo Laferrere      | Colegiales                 | 7 de mayo | 15:30 |
| Argentino de Quilmes | 3 - 2 | Defensores Unidos        | Argentino de Quilmes       | 8 de mayo | 15:30 |
| San Martín (B)       | 1 - 1 | Defensores de Cambaceres | Francisco Boga             | 8 de mayo | 15:30 |
| Argentino de Merlo   | 0 - 1 | J. J. de Urquiza         | Merlo                      | 8 de mayo | 15:30 |

| Dock Sud                 | 1 - 4 | Sportivo Barracas    | De los Inmigrantes              | 12 de mayo | 15:30 |
| Deportivo Laferrere      | 3 - 1 | Argentino de Merlo   | Ciudad de Laferrere             | 12 de mayo | 15:30 |
| Luján                    | 1 - 2 | San Martín (B)       | Municipal de la Ciudad de Luján | 12 de mayo | 15:30 |
| Berazategui              | 2 - 0 | Central Córdoba (R)  | Norman Lee                      | 12 de mayo | 15:30 |
| J. J. de Urquiza         | 1 - 0 | Deportivo Armenio    | Ramón Roque Martín              | 12 de mayo | 15:30 |
| Defensores de Cambaceres | 1 - 4 | Cañuelas             | 12 de Octubre                   | 13 de mayo | 11:00 |
| Defensores Unidos        | 2 - 0 | El Porvenir          | Gigante de Villa Fox            | 13 de mayo | 15:30 |
| Deportivo Merlo          | 2 - 1 | San Miguel           | José Manuel Moreno              | 14 de mayo | 11:00 |
| Sportivo Italiano        | 0 - 0 | Argentino de Quilmes | República de Italia             | 14 de mayo | 15:30 |
| Sacachispas              | 1 - 2 | Ferrocarril Midland  | Beto Larrosa                    | 14 de mayo | 15:30 |

| Cañuelas            | 4 - 0 | Luján                    | Jose Alfredo Arín          | 16 de mayo | 15:30 |
| Sportivo Barracas   | 0 - 1 | J. J. de Urquiza         | República de Italia        | 16 de mayo | 15:30 |
| Berazategui         | 0 - 0 | Dock Sud                 | Norman Lee                 | 16 de mayo | 15:30 |
| Deportivo Armenio   | 2 - 0 | Deportivo Laferrere      | Armenia                    | 16 de mayo | 15:30 |
| Central Córdoba (R) | 2 - 0 | Argentino de Quilmes     | Gabino Sosa                | 17 de mayo | 15:30 |
| El Porvenir         | 2 - 1 | Sportivo Italiano        | Gildo Francisco Ghersinich | 17 de mayo | 15:30 |
| Ferrocarril Midland | 1 - 1 | Defensores de Cambaceres | Ciudad de Libertad         | 17 de mayo | 15:30 |
| Argentino de Merlo  | 1 - 1 | Sacachispas              | Merlo                      | 17 de mayo | 15:30 |
| San Miguel          | 0 - 0 | Defensores Unidos        | Malvinas Argentinas        | 17 de mayo | 15:30 |
| San Martín (B)      | 2 - 2 | Deportivo Merlo          | Francisco Boga             | 17 de mayo | 15:30 |

| Deportivo Merlo          | 2 - 0 | Cañuelas            | José Manuel Moreno              | 20 de mayo | 11:00 |
| Sacachispas              | 2 - 0 | Deportivo Armenio   | Beto Larrosa                    | 20 de mayo | 15:30 |
| Luján                    | 3 - 1 | Ferrocarril Midland | Municipal de la Ciudad de Luján | 21 de mayo | 15:30 |
| J. J. de Urquiza         | 1 - 0 | Berazategui         | Ramón Roque Martín              | 21 de mayo | 15:30 |
| Deportivo Laferrere      | 2 - 2 | Sportivo Barracas   | Ciudad de Laferrere             | 21 de mayo | 15:30 |
| Dock Sud                 | 0 - 0 | Central Córdoba (R) | De los Inmigrantes              | 22 de mayo | 15:30 |
| Defensores Unidos        | 2 - 2 | San Martín (B)      | Gigante de Villa Fox            | 22 de mayo | 15:30 |
| Sportivo Italiano        | 2 - 0 | San Miguel          | República de Italia             | 22 de mayo | 15:30 |
| Argentino de Quilmes     | 1 - 1 | El Porvenir         | Argentino de Quilmes            | 22 de mayo | 15:30 |
| Defensores de Cambaceres | 3 - 0 | Argentino de Merlo  | 12 de Octubre                   | 23 de mayo | 15:30 |

| San Martín (B)      | 4 - 2 | Sportivo Italiano        | Francisco Boga      | 26 de mayo | 15:30 |
| Berazategui         | 5 - 1 | Deportivo Laferrere      | Norman Lee          | 26 de mayo | 15:30 |
| San Miguel          | 2 - 0 | Argentino de Quilmes     | Malvinas Argentinas | 26 de mayo | 15:30 |
| Sportivo Barracas   | 2 - 0 | Sacachispas              | República de Italia | 27 de mayo | 12:00 |
| Cañuelas            | 2 - 1 | Defensores Unidos        | Jose Alfredo Arín   | 27 de mayo | 15:30 |
| Deportivo Armenio   | 2 - 0 | Defensores de Cambaceres | Armenia             | 27 de mayo | 15:30 |
| Central Córdoba (R) | 3 - 2 | El Porvenir              | Gabino Sosa         | 28 de mayo | 15:30 |
| Argentino de Merlo  | 0 - 2 | Luján                    | Merlo               | 29 de mayo | 15:30 |
| Dock Sud            | 1 - 0 | J. J. de Urquiza         | De los Inmigrantes  | 29 de mayo | 15:30 |
| Ferrocarril Midland | 1 - 1 | Deportivo Merlo          | Colegiales          | 29 de mayo | 15:30 |

| Deportivo Laferrere      | 0 - 0 | Dock Sud            | Ciudad de Laferrere             | 2 de junio | 15:30 |
| Sportivo Italiano        | 0 - 2 | Cañuelas            | República de Italia             | 3 de junio | 15:30 |
| Sacachispas              | 4 - 1 | Berazategui         | Beto Larrosa                    | 3 de junio | 15:30 |
| Defensores de Cambaceres | 1 - 3 | Sportivo Barracas   | 12 de Octubre                   | 4 de junio | 11:00 |
| Deportivo Merlo          | 1 - 0 | Argentino de Merlo  | José Manuel Moreno              | 4 de junio | 11:00 |
| J. J. de Urquiza         | 2 - 1 | Central Córdoba (R) | Ramón Roque Martín              | 4 de junio | 15:30 |
| Luján                    | 1 - 0 | Deportivo Armenio   | Municipal de la Ciudad de Luján | 4 de junio | 15:30 |
| El Porvenir              | 1 - 1 | San Miguel          | Gildo Francisco Ghersinich      | 5 de junio | 15:30 |
| Defensores Unidos        | 1 - 0 | Ferrocarril Midland | Gigante de Villa Fox            | 5 de junio | 15:30 |
| Argentino de Quilmes     | 2 - 1 | San Martín (B)      | Argentino de Quilmes            | 6 de junio | 15:30 |

| Ferrocarril Midland | 1 - 1 | Sportivo Italiano        | Colegiales          | 9 de junio  | 15:30 |
| Dock Sud            | 2 - 2 | Sacachispas              | De los Inmigrantes  | 9 de junio  | 15:30 |
| Berazategui         | 1 - 3 | Defensores de Cambaceres | Norman Lee          | 10 de junio | 11:00 |
| Central Córdoba (R) | 0 - 2 | San Miguel               | Gabino Sosa         | 10 de junio | 15:30 |
| J. J. de Urquiza    | 5 - 1 | Deportivo Laferrere      | Ramón Roque Martín  | 10 de junio | 15:30 |
| San Martín (B)      | 0 - 0 | El Porvenir              | Francisco Boga      | 10 de junio | 15:30 |
| Deportivo Armenio   | 0 - 0 | Deportivo Merlo          | Armenia             | 10 de junio | 15:30 |
| Cañuelas            | 2 - 0 | Argentino de Quilmes     | Jose Alfredo Arín   | 11 de junio | 15:30 |
| Argentino de Merlo  | 0 - 1 | Defensores Unidos        | Merlo               | 11 de junio | 15:30 |
| Sportivo Barracas   | 0 - 1 | Luján                    | República de Italia | 13 de junio | 15:30 |

| Argentino de Quilmes     | 4 - 3 | Ferrocarril Midland | Argentino de Quilmes            | 16 de junio | 15:30 |
| Sportivo Italiano        | 0 - 1 | Argentino de Merlo  | República de Italia             | 17 de junio | 15:30 |
| Deportivo Merlo          | 1 - 1 | Sportivo Barracas   | José Manuel Moreno              | 18 de junio | 11:00 |
| Defensores de Cambaceres | 2 - 0 | Dock Sud            | 12 de Octubre                   | 18 de junio | 12:00 |
| Luján                    | 0 - 1 | Berazategui         | Municipal de la Ciudad de Luján | 18 de junio | 15:30 |
| San Miguel               | 0 - 0 | San Martín (B)      | Malvinas Argentinas             | 18 de junio | 15:30 |
| Deportivo Laferrere      | 0 - 3 | Central Córdoba (R) | Ciudad de Laferrere             | 19 de junio | 15:30 |
| Defensores Unidos        | 1 - 1 | Deportivo Armenio   | Gigante de Villa Fox            | 19 de junio | 15:30 |
| El Porvenir              | 0 - 1 | Cañuelas            | Gildo Francisco Ghersinich      | 19 de junio | 15:30 |
| Sacachispas              | 3 - 1 | J. J. de Urquiza    | Beto Larrosa                    | 21 de junio | 15:30 |

| Sportivo Barracas   | 1 - 2 | Defensores Unidos        | República de Italia | 24 de junio | 15:30 |
| Deportivo Armenio   | 3 - 0 | Sportivo Italiano        | Armenia             | 24 de junio | 15:30 |
| Central Córdoba (R) | 2 - 0 | San Martín (B)           | Gabino Sosa         | 24 de junio | 15:30 |
| Ferrocarril Midland | 0 - 2 | El Porvenir              | Ciudad de Libertad  | 25 de junio | 12:00 |
| Dock Sud            | 2 - 1 | Luján                    | De los Inmigrantes  | 25 de junio | 12:00 |
| J. J. de Urquiza    | 1 - 1 | Defensores de Cambaceres | Ramón Roque Martín  | 25 de junio | 15:30 |
| Cañuelas            | 0 - 1 | San Miguel               | Jose Alfredo Arín   | 25 de junio | 15:30 |
| Berazategui         | 0 - 0 | Deportivo Merlo          | Norman Lee          | 25 de junio | 15:30 |
| Argentino de Merlo  | 2 - 1 | Argentino de Quilmes     | Merlo               | 25 de junio | 15:30 |
| Deportivo Laferrere | 1 - 0 | Sacachispas              | Ciudad de Laferrere | 26 de junio | 15:30 |

| Deportivo Merlo          | 1 - 1 | Dock Sud            | José Manuel Moreno              | 30 de junio | 15:00 |
| Luján                    | 1 - 1 | J. J. de Urquiza    | Municipal de la Ciudad de Luján | 30 de junio | 15:00 |
| Defensores Unidos        | 2 - 0 | Berazategui         | Gigante de Villa Fox            | 1 de julio  | 15:00 |
| El Porvenir              | 2 - 1 | Argentino de Merlo  | Gildo Francisco Ghersinich      | 1 de julio  | 15:00 |
| Defensores de Cambaceres | 1 - 0 | Deportivo Laferrere | 12 de Octubre                   | 1 de julio  | 15:00 |
| San Martín (B)           | 0 - 0 | Cañuelas            | Francisco Boga                  | 1 de julio  | 15:00 |
| Argentino de Quilmes     | 1 - 0 | Deportivo Armenio   | Argentino de Quilmes            | 1 de julio  | 15:00 |
| San Miguel               | 3 - 0 | Ferrocarril Midland | Malvinas Argentinas             | 1 de julio  | 15:00 |
| Sportivo Italiano        | 2 - 1 | Sportivo Barracas   | República de Italia             | 1 de julio  | 15:00 |
| Sacachispas              | 0 - 0 | Central Córdoba (R) | Beto Larrosa                    | 5 de julio  | 15:00 |

| 1. 2. 3. 4. 5. 6. 7. 8. 9. 10. 11. |

## Torneo reducido por el segundo ascenso
Los 8 equipos que concluyeron del 2.º al 9.º lugar en la tabla final de posiciones participan del Reducido. El mismo consiste en un minitorneo por eliminación directa que inició enfrentándose en cuartos de final. Los ganadores avanzaron a las semifinales, cuyos vencedores disputarán la final. La primera instancia se jugó a un único partido, que se disputó en el estadio del equipo mejor posicionado en la fase regular. Por su parte, la semifinal y la final se disputarán a dos partidos, se cerrarán en la cancha del mejor ubicado y, en caso de ser necesario por existir un empate en puntos y diferencia de gol al finalizar la serie, será definida por tiros desde el punto penal.
El ganador del minitorneo obtendrá el segundo ascenso a la Primera B.

### Cuartos de final
| 5 de julio, 15:00 | Defensores Unidos    | 1:0 (0:0) | El Porvenir | Estadio Gigante de Villa Fox, Zárate                   |                                                        |
|                   | 68' (pen.) Velázquez | Reporte   |             | Asistencia: 2020 espectadores Árbitro(s): Jorge Broggi | Asistencia: 2020 espectadores Árbitro(s): Jorge Broggi |

| 5 de julio, 15:00 | Cañuelas | 0:1 (0:0) | Deportivo Merlo | Estadio José Alfredo Arín, Cañuelas                     |                                                         |
|                   |          | Reporte   | 67' Blanco      | Asistencia: 600 espectadores Árbitro(s): Rodrigo Sabini | Asistencia: 600 espectadores Árbitro(s): Rodrigo Sabini |

| 5 de julio, 15:00 | Sportivo Barracas | 1:2 (0:1) | Ferrocarril Midland | Estadio República de Italia, Ciudad Evita                |                                                          |
|                   | Gorosito 55'      | Reporte   | 36' 53' Italiani    | Asistencia: 170 espectadores Árbitro(s): Rodrigo Pafundi | Asistencia: 170 espectadores Árbitro(s): Rodrigo Pafundi |

| 5 de julio, 15:00 | Argentino de Quilmes | 2:3 (0:2) | San Miguel         | Estadio de Argentino de Quilmes, Quilmes                  |                                                           |
|                   | Valenti 53' 65'      | Reporte   | 4' 41' 57' Lamanna | Asistencia: 600 espectadores Árbitro(s): Cristian Benítez | Asistencia: 600 espectadores Árbitro(s): Cristian Benítez |

### Semifinales
| 9 de julio, 15:00 | Deportivo Merlo | 0:0     | Defensores Unidos | Estadio José Manuel Moreno, Parque San Martín          |                                                        |
|                   |                 | Reporte |                   | Asistencia: 4000 espectadores Árbitro(s): Mariano Seco | Asistencia: 4000 espectadores Árbitro(s): Mariano Seco |

| 15 de julio, 14:00 | Defensores Unidos         | 2:1 (0:0) | Deportivo Merlo | Estadio Gigante de Villa Fox, Zárate                     |                                                          |
|                    | Peláez 62' · Martínez 87' | Reporte   | 79' Molina      | Asistencia: 4500 espectadores Árbitro(s): Mauro Biasutto | Asistencia: 4500 espectadores Árbitro(s): Mauro Biasutto |

| 9 de julio, 13:00 | Ferrocarril Midland             | 2:2 (0:1) | San Miguel       | Estadio Nuevo Francisco Urbano, Morón                       |                                                             |
|                   | Italiani 51' · Scornaienchi 89' | Reporte   | 7' 61' Batallini | Asistencia: 1650 espectadores Árbitro(s): Cristian Cernadas | Asistencia: 1650 espectadores Árbitro(s): Cristian Cernadas |

| 15 de julio, 14:00 | San Miguel                 | 2:0 (0:0) | Ferrocarril Midland | Estadio Malvinas Argentinas, Los Polvorines         |                                                     |
|                    | Ortíz 48' · Scarnato 90+3' | Reporte   |                     | Asistencia: 5800 espectadores Árbitro(s): Juan Ledo | Asistencia: 5800 espectadores Árbitro(s): Juan Ledo |

### Final
| 22 de julio, 15:00 | San Miguel | 0:0     | Defensores Unidos | Estadio Julio Humberto Grondona, Sarandí                    |                                                             |
|                    |            | Reporte |                   | Asistencia: 8000 espectadores Árbitro(s): Yael Falcón Perez | Asistencia: 8000 espectadores Árbitro(s): Yael Falcón Perez |

| 29 de julio, 14:00 | Defensores Unidos | 1:2 (0:2) | San Miguel       | Estadio Gigante de Villa Fox, Zárate                          |                                                               |
|                    | Ritacco 60'       | Reporte   | 9' 21' Batallini | Asistencia: 6000 espectadores Árbitro(s): Maximiliano Ramírez | Asistencia: 6000 espectadores Árbitro(s): Maximiliano Ramírez |

## Goleadores
| Pos. | Jugador              | Jugador               | Goles | Equipo               |
| ---- | -------------------- | --------------------- | ----- | -------------------- |
| 1°   | Bandera de Argentina | Horacio Martínez      | 22    | Cañuelas             |
| 2°   | Bandera de Argentina | Adrián Martínez       | 20    | Defensores Unidos    |
| 2°   | Bandera de Argentina | Maximiliano Quinteros | 20    | Sacachispas          |
| 3°   | Bandera de Argentina | Sergio Valenti        | 18    | Argentino de Quilmes |
| 4°   | Bandera de Argentina | Eduardo Dos Santos    | 17    | Sacachispas          |
| 4°   | Bandera de Argentina | Lucas Scarnato        | 17    | San Miguel           |

Fuente: Solo Ascenso - Goleadores